# Suede
Suede är ett brittiskt popband, bildat 1989. De höll sin första konsert 1990 i London. Bandet erfor stora framgångar under mitten av 1990-talet, men splittrades 2003. Sångaren Brett Anderson och tidigare gitarristen Bernard Butler försökte sig på en fortsättning genom bandet The Tears 2004, men gick sedan återigen skilda vägar. Två år efter detta gjorde Brett debut som soloartist och släppte sitt första egna album 2007, vilket mottog blandad kritik. 
Suede återförenades 2010 för en rad spelningar. Gruppen fortsatte turnera under 2011, och spelade bland annat på Hultsfredsfestivalen 2011. Tre år efter återföreningen släppte man sitt sjätte album, vilket togs emot väl och bidrog till att bandet än en gång tog sig in på topp 10 i England. Ytterligare ett par år senare släpptes ännu ett album som blev en än större succé. Albumen har sedan dess fortsatt att komma regelbundet, med fortsatta framgångar.

## Bandmedlemmar
Nuvarande medlemmar
- Brett Anderson – sång (1989–2003, 2010–)
- Mat Osman – basgitarr (1989–2003, 2010–)
- Simon Gilbert – trummor (1991–2003, 2010–)
- Richard Oakes – gitarr (1994–2003, 2010–)
- Neil Codling – keyboard (1989–2001, 2010–)

Tidigare medlemmar
- Justine Frischmann – gitarr (1989–1991)
- Bernard Butler – gitarr, keyboard (1989–1994)
- Alex Lee – keyboard (2001–2003)

## Diskografi

### Studioalbum
- Suede (1993)
- Dog Man Star (1994)
- Coming Up (1996)
- Head Music (1999)
- A New Morning (2002)
- Bloodsports (2013)
- Night Thoughts (2016)
- The Blue Hour (2018)
- Autofiction (2022)
- Antidepressants (2025)

### Samlingsalbum
- Sci-Fi Lullabies (1997)
- Singles (2003)
- See You in the Next Life... (2003; utgiven av Suedes fanclub)

### EP
- Stay Together (1994)

### Singlar
- "The Drowners" (11 maj 1992)
- "Metal Mickey" (14 september 1992)
- "Animal Nitrate" (22 februari 1993)
- "So Young" (17 maj 1993)
- "Stay Together" (14 februari 1994; EP)
- "We Are the Pigs" (12 september 1994)
- "The Wild Ones" (14 november 1994)
- "New Generation" (30 januari 1995)
- "Trash" (29 juli 1996)
- "Beautiful Ones" (14 oktober 1996)
- "Saturday Night" (13 januari 1997)
- "Lazy" (7 april 1997)
- "Filmstar" (7 augusti 1997)
- "Electricity" (12 april 1999)
- "She's in Fashion" (21 juni 1999)
- "Everything Will Flow" (6 september 1999)
- "Can't Get Enough" (8 november 1999)
- "Positivity" (16 september 2002)
- "Obsessions" (18 november 2002)
- "Attitude"/"Golden Gun" (6 oktober 2003)
- "It Starts and Ends with You" (4 februari 2013)
- "Hit Me" (27 maj 2013)
- "For the Strangers" (21 oktober 2013)
- "She Still Leads Me On" (maj 2022)

## Videografi
- Love and Poison (1993)
- Introducing the Band DVD (1995)
- Lost in TV DVD (2001)